# إريك إي. هيدغدورن
إريك إي. هيدغدورن هو سياسي أمريكي، ولد في 21 أغسطس 1896، وتوفي في 22 يونيو 1963. نشط حزبياً في الحزب الجمهوري. وقد انتخب عضو جمعية ولاية ويسكونسن ‏.